# Stazione meteorologica di Scoppito
La stazione meteorologica di Scoppito è la stazione meteorologica di riferimento relativa alla località di Scoppito.

## Coordinate geografiche
La stazione meteorologica si trova nell'area climatica dell'Italia centrale, in cui è compreso l'intero territorio regionale dell'Abruzzo, in provincia dell'Aquila, nel comune di Scoppito, a 800 metri s.l.m. e alle coordinate geografiche 42°22′N 13°15′E.

## Dati climatologici
In base alla media trentennale di riferimento 1961-1990, la temperatura media del mese più freddo, gennaio, si attesta a -0,9 °C; quella del mese più caldo, luglio, è di +17,4 °C .
| Scoppito           | Mesi | Mesi | Mesi | Mesi | Mesi | Mesi | Mesi | Mesi | Mesi | Mesi | Mesi | Mesi | Stagioni | Stagioni | Stagioni | Stagioni | Anno |
| Scoppito           | Gen  | Feb  | Mar  | Apr  | Mag  | Giu  | Lug  | Ago  | Set  | Ott  | Nov  | Dic  | Inv      | Pri      | Est      | Aut      | Anno |
| ------------------ | ---- | ---- | ---- | ---- | ---- | ---- | ---- | ---- | ---- | ---- | ---- | ---- | -------- | -------- | -------- | -------- | ---- |
| T. max. media (°C) | 2,7  | 4,1  | 6,9  | 10,6 | 14,6 | 19,9 | 23,3 | 23,1 | 18,9 | 12,9 | 7,7  | 4,1  | 3,6      | 10,7     | 22,1     | 13,2     | 12,4 |
| T. min. media (°C) | −4,4 | −4,0 | −1,4 | 1,9  | 5,6  | 9,2  | 11,5 | 11,5 | 9,0  | 4,9  | 0,7  | −2,5 | −3,6     | 2,0      | 10,7     | 4,9      | 3,5  |